# Repubbliche socialiste sovietiche autonome
Le Repubbliche socialiste sovietiche autonome, o RSSA (in russo Автономные советские социалистические республики, АССР?, Avtonomnye sovetskie socialističeskie respubliki, ASSR) erano un tipo di suddivisione amministrativa all'interno dell'Unione Sovietica. Il loro status era inferiore a quello delle Repubbliche sovietiche e superiore ai distretti autonomi o ai circondari autonomi dell'Unione Sovietica.
Al contrario delle Repubbliche sovietiche, le Repubbliche autonome non avevano il diritto di separarsi dall'Unione.

## RSS Azera
- RSSA di Naxçıvan

## RSS Georgiana
- RSSA d'Abcasia
- RSSA d'Agiaria

## RSFS Russa
La costituzione della RSFS Russa del 1978 riconosceva le seguenti sedici repubbliche:
- RSSA di Baschiria
- RSSA di Buriazia
- RSSA di Cabardino-Balcaria
- RSSA di Calmucchia
- RSSA di Carelia
- RSSA di Cecenia-Inguscezia
- RSSA Ciuvascia
- RSSA dei Komi
- RSSA Daghestana
- RSSA Jakuta
- RSSA dei Mari
- RSSA Mordvina
- RSSA dell'Ossezia Settentrionale
- RSSA Tatara
- RSSA di Tuva
- RSSA Udmurta

Esistevano all'interno della RSFS Russa anche altre repubbliche autonome che per cause differenti vennero abolite o variate di status:
- RSSA di Crimea
- RSSA Kazaka
- RSSA Kirghiza
- RSSA delle Montagne
- RSSA Tedesca del Volga
- RSSA del Turkestan

## RSS Ucraina
- RSSA Moldava

## RSS Uzbeka
- RSSA Karakalpaka
- RSSA Tagika